# Далин, Сергей Алексеевич
Сергей Алексеевич Далин (также Далин-Рабинович, настоящие имя и фамилия Ософ Израилевич Рабинович; 19 апреля 1902 или 1902, Кретинген, Ковенская губерния — 1985) — советский историк и экономист, китаевед, американист.

## Биография
Родился в городе Кретинген Ковенской губернии. Выдвинулся на комсомольской работе в Орле; член РКП(б) с 1919 года. В 1920 году направлен в Оренбург, на работу с казахской молодёжью. Стал делегатом 3-го Конгресса Коминтерна и был избран членом его Дальневосточного секретариата (1921).
В 1922 году командирован на 1-й съезд Социалистического союза молодёжи Китая. Вёл переговоры по партийно и государственной линии с Сунь Ят-сеном. Заведующий Восточным отделом КИМ. Преподавал в КУТК. Снова командирован в Китай в 1926 году: готовил новый набор для КУТК, собирал материалы для книги «Тайпинская революция» (написана в 1928—1930 годах, но рукопись пропала). Окончил ИМХиМП (1930—1934); защитил кандидатскую диссертацию по экономике США (1934). Активно участвовал в 1920—1930-е в дискуссии о способе производства в традиционном Китае, отстаивал концепцию «азиатской формации».
Как и большинство участников этой дискуссии, не избежал ареста. Подготовленную и изданную в 1936 году докторскую диссертацию защитить не успел, арестован в сентябре 1936 года. С 1940 года в лагере на строительстве комбината в Норильске; написал там работу «Экономические показатели капитального строительства Норильского комбината за 15 лет». Реабилитирован в 1955 году. Освобождён в сентябре 1956 года.
В дальнейшем специализировался по экономике США. Старший научный сотрудник с 1956 года, главный исследователь-руководитель группы ИМЭМО с 1973 года, доктор экономических наук (1961). В 1975 году издал в переработанном и дополненном виде свои воспоминания о Китае, попытавшись в этой книге возродить концепцию «азиатского способа производства» и именно его пережитками в Китае объяснить идеологию маоизма.

## Публикации
- Очерки революции в Китае. — Москва ; Ленинград : Московский рабочий, [1928]. — 282 с., [6] с. объявл. : ил.
- Экономическая политика Рузвельта. — М. : Соцэкгиз, 1936. — XVII, 237, [2] с.
- Военно-государственный монополистический капитализм в США. — М. : Изд-во Акад. наук СССР, 1961. — 352 с.
- США: послевоенный государственно-монополистический капитализм. — М. : Наука, 1972. — 507 с.
- Китайские мемуары, 1921—1927. — 2-е изд. — М. : Наука, 1982. — 382 с. : ил.
- Инфляция в эпохи социальных революций. — М. : Наука, 1983. — 302 с.